# Élie Poncet Cruveiller
Élie Poncet Cruveiller (ou Cruveilher) est un architecte français né le 18 août 1810 à Périgueux où il est mort le 28 juin 1867.

## Biographie
Élie Poncet Cruveiller est le fils d'Élie Cruveiller, entrepreneur de construction de Périgueux.
Élie Poncet Cruveiller a succédé à Louis Catoire comme architecte de la ville de Périgueux de 1840 à sa mort. Il a été aussi son continuateur par son style architectural. Il a terminé le plan d'uranisme commencé par Catoire. Il donne l'alignement des nouvelles rues à ouvrir à Périgueux. Ce plan se présente sous la forme d'un registre d'une vingtaine de planches de 30 x 40 cm environ. Ce plan a été présenté le 10 mars 1843. Il n'est approuvé par le préfet Albert de Calvimont (1804-1858) le 10 mai 1852 et par le ministre de l'Intérieur, le 29 mai 1852. Ce plan est orienté vers le développement des quartiers ouest de la ville alors que le chemin de fer n'est pas encore arrivé. Ce projet n'a été que partiellement réalisé. L'arrivée du chemin de fer à Périgueux a nécessité des modifications. Il préserve la Tour de Vésone et dessine une rue oblique et le rond-point Charles-Durand, la rue Littré, il crée le place Plumancy et des rues diagonales. Il est ensuite chargé d'exécuter des projets dans le centre historique.
Élie Poncet Cruveiller est l'auteur de plusieurs édifices scolaires :
- Lycée de garçons, actuel Cité scolaire Bertran-de-Born, entre 1847 et 1858[1],
- École chrétienne des Frères, voulue par Mgr Georges Massonnais, évêque de Périgueux, dont la première pierre est posée par M. de Gamanson le 1er juillet 1850, l'actuelle école primaire Lakanal[2],
- École du centre, actuelle école André-Davesne.

Au cours des fouilles pour le terrassement du canal de navigation, Cruveiller a levé un plan des thermes gallo-romains. Il a fourni en 1845 un plan pour la reconstruction de l'église de Saint-Pierre-de-Chignac.